# Terry Gilliam
Terrence Vance Gilliam (Medicine Lake, Minnesota, 22 de noviembre de 1940) es un actor y cineasta británico nacido en Estados Unidos. Fue uno de los miembros del grupo humorístico Monty Python.
En su trabajo con Monty Python es conocido por las animaciones, en las que recortaba fotografías y las volvía surrealistas que por los papeles raros que realizó, ya que a diferencia de los otros cinco miembros del grupo, que se repartían los papeles de manera equitativa, Terry Gilliam tenía considerablemente menos protagonismo; sus papeles siempre eran breves y secundarios. De entre sus personajes más conocidos, destaca Patsy, el escudero del rey Arturo en Los caballeros de la mesa cuadrada, película que llevó a cabo con Terry Jones; y también es recordado su papel como el cardenal Fang en los sketches de la temible Inquisición española.

## Biografía
Estudió Ciencias Políticas en el Colegio Occidental de California. Su infancia discurrió en la comunidad rural de Medicine Lake, y ese ambiente rural, rodeado de un campo de cultivo de maíz a un lado de la casa y un bosque al otro y con la radio como centro de entretenimiento familiar, obligó al joven Terry Gilliam a desarrollar su imaginación y allí comenzó a conjurar imágenes visuales. Creció viendo cómo cortaban el cuello a las gallinas, hecho que le sirvió para comprender la crueldad de la naturaleza y ayudó a su creatividad. Es por ello que considera que la imaginación está conectada a la naturaleza.
En 1951 se trasladó nuevamente con su familia a California. Su padre era carpintero y aficionado a la magia, afición que adoptó su hijo. No era demasiado bueno, pero le gustaba mucho. Le atraía el hecho de hacer reír a la gente y ser el centro de atención, pero le costaba expresar sus sentimientos, que escondía detrás de sus dibujos. No pensó en el cine como en algo más que entretenimiento hasta que con 17 años, al ver la película de Kubrick Senderos de gloria durante una de las matinales del sábado en los cines locales. Viendo este filme sobre la injusticia y la absurdidad de la guerra, descubrió que las películas podían ser algo más que mero entretenimiento, que el cine tenía poder, algo que decir y que valía la pena escuchar; una auténtica epifanía para el joven Gilliam.
Sentía una especial admiración por Georges Méliès, por su tendencia a crear un cine similar a un juego, introduciendo recursos para engañar al espectador. De alguna forma, se sentía identificado con su trabajo. También sentía una gran afición por el dibujo, y una especial admiración hacia Disney, sobre todo por sus parques temáticos, por poseer un mundo propio con sus propias jerarquías y serie de normas. Leía muchos cómics, le gustaban las ilustraciones clásicas, las caricaturas y tiras cómicas de los periódicos. Entre sus preferencias, destacaba especialmente la publicación MAD, un cómic por aquel entonces, que se volvería MAD Magazine unos años después con tal de sortear el Cómics Code (1954), fruto de aquel período de revolución contracultural estadounidense germinado durante los años 50 que culminaría con la nueva visión sociopolítica de los años 60. Este cómic lo marcaría de por vida y daría forma al particular imaginario y estilo humorístico, satírico y sarcástico de Terry Gilliam que más adelante incorporó a Monty Python. En esas viñetas, Gilliam descubrió el trabajo de Harvey Kurtzman, cuyo estilo contestatario e irreverente, a la par que fidedigno a la reconstrucción histórica de los eventos mostrados, le serviría como modelo en su trayectoria personal. Como el mismo Gilliam declaró: “Era muy importante para mí que la cosa oliera y apestara correctamente”.
Fue al Occidental College, donde empezó a estudiar Física; más tarde se pasó a Arte. A pesar de su gusto por las clases de dibujo, pintura y escultura, terminó por graduarse en Ciencias Políticas. Entre otras actividades extraescolares, se vio encargado de la revista Fang de la universidad. Esta revista anteriormente de poesía y arte, seria y sensible, fue paulatinamente convertida por él y su grupo de amigos en un cómic de gags y dibujos satíricos, copiando el estilo de la revista de humor de ámbito nacional Help!, el nuevo proyecto de Kurtzman, que había empezado a publicarse en Nueva York, así como dibujos animados de la TV y comediantes como Jonathan Winters.
Pagaba sus estudios con pequeños trabajos como el turno nocturno en una fábrica de ensamblaje de Chevrolet, o como chico del correo en una oficina de Welton Becket, uno de los arquitectos más prestigiosos de Los Ángeles. También consiguió un trabajo como entrenador de teatro en el Campamento Roosevelt, un campamento selecto para niños de Hollywood. Ahí experimentó con el mundo del teatro y de la producción teatral realizando algunos “semi-performances o happenings” (antes de que se llamaran así), junto a algunos compañeros de clase, del tipo de sketches que más tarde realizaría con los Monty Python. Esta experiencia dio lugar a una enorme reflexión sobre la posible compatibilidad entre esta nueva pasión y su compromiso político, la cual es evidente en su filmografía y en su posterior trabajo con los Monty Python.
Tras graduarse, envió algunos ejemplares de Fang a las oficinas de la revista Help! en Nueva York.
Tanto había influido Help! en Gilliam que en cuanto tuvo la ocasión marchó rumbo a Nueva York con el fin de trabajar en algo similar. Una vez allí, no dudó en volver a ponerse en contacto con la redacción de la revista, esta vez, solicitando una entrevista de trabajo, justo en el momento en que la mano derecha de Kurtzman, y también principal responsable de la publicación, se estaba despidiendo de su puesto de trabajo. Gilliam lo sustituyó. De este modo, se vio encargado de gran parte de la revista a la que tanto había admirado, y trabajó junto a su ídolo como su mano derecha. El particular “sentido ahorrador” de Harvey Kurtzman propició el primer contacto entre Gilliam y el británico John Cleese (futuro miembro de los Monty Python, y por aquel entonces un actor de poca monta en Cambridge Village), que aceptó un trabajo para una de las historietas al estilo fotonovela o fumetti sobre un padre de familia que se enamora de una muñeca Barbie, escrito por el compañero de piso de Gilliam del momento.
Durante su estancia en Nueva York, vivió en una pequeña habitación cerca de la Universidad de Columbia, con una “cucaracha mascota” a la que unos años después dedicaría  una de sus animaciones, StoryTime.
Otra de las secciones incluidas en la publicación eran fotografías que descontextualizaba y a las que añadía una nota al pie de la imagen que cambiaba por completo el mensaje de la fotografía original (muy al estilo de los populares memes de internet), algo que muy posiblemente influiría en él más adelante, en sus animaciones para los Monty Python, en las que se servía de imágenes ajenas para crear sus propias historias. También realizó muchos dibujos sobre la lucha de los derechos civiles y caricaturas políticas, en un Estados Unidos que estaba en constante cambio y que se enfrentaba a la guerra de Vietnam. Durante la experiencia protocinematográfica que supuso trabajar en la revista, comenzó su ambición como verdadero cineasta. Con lecturas de Eisenstein como formación teórica, y tras tomar clases de cine en el City College, lugar donde realizaría sus primeras prácticas en 16mm, trabajó como voluntario en un estudio que hacía stop-motion con fotografías. Después de que lo echaran, su trayectoria cinematográfica continuó con videos caseros hechos con amigos y animaciones stop-motion que le sirvieron como adiestramiento.
Help! empezó a tener serios problemas financieros, debido a la escasa inversión de Kurtzman, algo que Gilliam no podía continuar conciliando y con lo que Kurtzman siempre había sido muy rígido, así que Gilliam decidió dejar su puesto e irse una temporada a Europa (“Podemos admirar a nuestros ídolos, pero no tenemos por qué escucharlos”), y desembarcó en 1965 en Southampton, Gran Bretaña. Viajó por todo el continente: Turquía, España, Italia, Francia, e incluso pasó un tiempo en Marruecos. Regresó a Estados Unidos en 1966 y se mudó a Los Ángeles. Ahí fue contratado en una agencia publicitaria bastante exitosa, Carson/Roberts, que trabajaba con diferentes marcas y empresas (entre ellas, la Universal, para la cual Gilliam realizó algunos carteles). En esos momentos, el movimiento hippie y antibélico estaba tomando una importancia considerable, y en el país se enfrentaban los belicistas conservadores de pelo corto y los pacifistas “traidores” de pelo largo. Gilliam sufrió varios incidentes, entre ellos agresiones o amenazas debido al largo de su cabello. Esta inseguridad constante, sumada a su experiencia durante una manifestación pacífica frente al Hotel Century Plaza (1967) que él estaba cubriendo como fotógrafo junto con su novia Glenys Roberts, una periodista de origen inglés, donde los policías agredieron a los manifestantes injustificadamente, fueron detonantes para que dejase el país de forma definitiva y emigrase a Londres.
Al llegar a Gran Bretaña, sus dificultades económicas no terminaron, y sentía que su talento se estaba echando a perder por algunas colaboraciones que había hecho. Quería un cambio en su trayectoria creativa. Mientras tanto, aprendía el arte del dibujo con airbrush y fue contratado como director artístico de la revista semanal Londoner, de la que Glenys había sido nombrada editora.
Había mantenido el contacto con John Cleese, que en esos momentos había pasado de trabajar en la revista Newsweek durante unos años a convertirse en un reconocido elemento satírico de la televisión británica. Fue él quien le presentó al productor Humphrey Barclay, y gracias a él realizó el cambio que necesitaba su trayectoria. Lo primero que hizo para él fue venderle un par de sketches cómicos que había escrito, para luego hacer caricaturas para el programa We Have Ways of Making You Laugh, usando la técnica de la animación cut-out.
A partir de entonces, hizo animaciones para diversos programas, como Do Not Adjust Your Set, de Eric Idle, o un programa radiofónico de Dick Vosburg.
Hizo entonces Christmas Card, una animación para la que usó diferentes postales navideñas de la época victoriana, las copió, las cortó y volvió a juntar usando distintas bromas y una pequeña historia.
Así empezó a desarrollar su técnica, casi por accidente: tomando imágenes de sus contextos originales y creando nuevas piezas. La idea era tomar imágenes solemnes y serias, y trasladarlas a un marco lo más extraño posible, en animaciones como Beware of the Elephants, animación donde se muestra el espíritu pythonesco. Trabajó también con Marty Feldman, para la BBC, en It’s Marty, haciendo unas animaciones.

## Etapa en Monty Python
El 5 de octubre de 1969, se estrenó en la BBC Monty Python’s Flying Circus, un programa humorístico de sketches en el que Terry Gilliam actuaba y se encargaba de las animaciones. Inicialmente, el show fue presentado a la cadena Ten TV, que no mostró demasiado interés por el programa, ya que les propuso empezar en un período de 18 meses, hecho que hizo que acudieran a la cadena BBC en la que les propusieron empezar de inmediato. El programa se pudo realizar gracias a que Cleese fue a hablar con el productor de la BBC Barry Took, a quien le gustó la idea, y después organizó una reunión con Mills, responsable del departamento de comedia de la BBC. De esa reunión, celebrada el 23 de mayo del 69, salió la idea de hacer una serie de 13 programas para la franja nocturna, con un presupuesto de 3500 libras por episodio. En ese momento, Monty Python había nacido.
Dada la poca fe que mostraban las cadenas, la intención de Monty Python era experimentar y romper con todos los códigos previamente establecidos que consideraban aburridos. El contenido pretendía ser apolítico y de risa inmediata. El objetivo del programa era llegar a la mayor cantidad de gente posible y hacer que todos se rieran por tonterías antes que cumplir con alguna deuda política. La clave para ello, según el mismo Gilliam, es no tener miedo al ridículo, motivo por el cual sus skecthes eran surrealistas y absolutamente joviales.
Terry Gilliam era el menos conservador de entre todos los Monty Python’s, quienes eran más gentiles y menos violentos. Poseían grandes dotes de oratoria que volcaban en el guion. Él, sin embargo, no disponía de mucha capacidad de expresarse; por ello, muestra su frustración a través de animaciones violentas, como le permitía la técnica. Dentro de los Monty Python’s Terry era el que tenía más libertad. Era el animador y el único que no tenía que someter sus trabajos a la votación de sus compañeros. Mientras ellos se reunían en el set de 9 de la mañana a 5 de la tarde para escribir el guion y el funcionamiento del episodio, él vagaba por las calles de Londres en busca de inspiración e imágenes para sus animaciones.
Las animaciones cómicas de Terry Gilliam servían de enlace entre los sketches, y suponían el elemento innovador y distinto que produjo gran parte del atractivo del show. Estas animaciones eran totalmente surrealistas y humorísticas, en las que, aparte de focalizar el interés en los movimientos de las figuras, también se daba especial importancia al sonido, que era grabado y añadido por el mismo Terry Gilliam en la postproducción. Siguiendo el estilo de todo el programa, el sonido que añadía tenía tendencia a ser extravagante e irreal.
Antes de que Monty Python empezase a utilizarla, muy pocos trabajaban la técnica de la animación cut-out. Esta técnica era muy diferente a la perfección de otras animaciones, como las de Disney. Era mucho más sencilla. En la actualidad, tampoco es muy utilizada, pero se encuentra más difundida, gracias a series como South Park.
Terry Gilliam se especializó en esta forma de animación con recortes por ser un modo más sencillo y rápido de contar una historia o un “chiste” o gag.
Extraía sus imágenes de álbumes familiares, fotografías viejas, revistas, postales, tarjetas de felicitación... El formato del recorte le permitía simplificar el proceso de la animación, pero obliga a ciertas limitaciones en los movimientos, como la dificultad o imposibilidad de movimientos elaborados, lo que implica a su vez la simplificación del proceso final. Apoyaba sus recortes en distintas técnicas de pintura para darles mayor consistencia o volumen. Una vez colocados frente a la cámara, el proceso es de fotografía paso a paso, del mismo modo que en la animación manual o la animación stop motion.
El objetivo de la animación, para él, es contar una historia, una ocurrencia, expresar una idea. La técnica no le importaba demasiado; cualquier cosa que le sirviera para cumplir su intención era lo que se debía usar. También se ha de ser consciente de las limitaciones del propio medio, así como la imposibilidad de hacer tramas narrativas demasiado complicadas y realistas, ya que los movimientos bruscos y robóticos de los recortes dificultan esta intención como también exigen temáticas y argumentos violentos.
Un aspecto positivo de la animación que a Gilliam le atraía especialmente es el hecho de que las restricciones de la realidad no se aplican al mundo de los recortes; él asume el papel de Dios, creador y destructor de su propia realidad, que también aplicaba al sonido.
Otro aspecto característico de sus animaciones es la alienación, los cambios de cuerpo y formas de las personas; alguna vez habría usado personajes con atributos conocidos y los habría modificado y utilizado “en su contra” para crear el elemento cómico que buscaba en sus animaciones y mostrar su propia visión del mundo. Era un hombre muy metido en sí mismo.

## Trayectoria como director

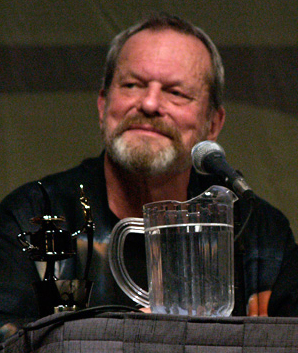
Terry Gilliam habla sobre su película, The Imaginarium of Doctor Parnassus, en la Comic-Con de San Diego.

Como director ha deambulado por los límites de la realidad, los sueños y el tiempo. Su primera película como director fue Monty Python and the Holy Grail, una codirección entre él y Terry Jones. Sus películas, de estilo surrealista, están marcadas por viajes en el tiempo; (Time Bandits, el éxito de la cual le convirtió en director A-List o de primera línea en Hollywood, Doce monos) y la realidad confundida por los sueños, la fantasía o la imaginación, como Brazil, para la que rechazó la realización de una superproducción y con la que logró despertar cierto interés en el circuito europeo, aunque fue rechazado en el estadounidense, que logró proyectarlo finalmente en salas tras vencer la resistencia de Syd Scheinberg en Universal Pictures, pero resultó ser un fracaso en taquilla y un triunfo personal para Terry Gilliam, que había logrado distribuir una película de autor, no convencional, en el sistema de estudios de Hollywood, una victoria artística personal respecto a la industria comercial; otras películas son Las aventuras del barón Munchausen, El rey pescador, Fear and Loathing in Las Vegas o El imaginario del Doctor Parnassus, siempre aderezado con mucho humor o ironía.
Muchas de sus películas están plagadas de un gran interés por la mitología medieval y el sentido de la aventura arábiga: un imaginario arquetípico y sencillo, compuesto de castillos y caballeros. También le gustaban mucho las películas de acción. Fue un gran admirador de Jerry Lewis (Ben Hur, 1959; El cáliz de plata, 1954). Le interesaban las películas acerca de romanos, vikingos, de civilizaciones distintas y con gran historia (una de las razones por las cuales acabó en Europa). Uno de los grandes detonantes que derivaron en su pasión por el cine fue Paths of Glory (Stanley Kubrick, 1957). A partir de ahí, durante su período en la universidad, conoció las películas de Bergman, Kurosawa, Fellini, entre otros. También su interés por la literatura, especialmente infantil, influyó en su forma de concebir el cine, ya que esta supone un gran trabajo para la imaginación, pues es uno mismo el que ha de hacer el trabajo. Criado en una familia muy religiosa, creció leyendo la Biblia. Se sentía fascinado por las moralejas que estos escondían, por su forma de ver el mundo y la forma que estos habían inspirado la cultura actual.
La mayor parte de sus películas se sitúan en el punto en que la realidad se encuentra con el mito o la fantasía. Así como refleja en ellas su gran inquietud política y social, también la ambivalencia de la relación entre lo rural y lo urbano. Consideraba la ciudad el hogar de la cultura y el arte, pero una conspiración del hombre para cambiar, oscurecer la visión del mundo natural, que él consideraba el centro de la imaginación.

## Filmografía como director
- Monty Python and the Holy Grail (Los caballeros de la mesa cuadrada), interpretada por el grupo de comediantes Monty Python y codirigida con Terry Jones (1975)
- La bestia del reino (Jabberwocky) (1977)
- Time Bandits (Los héroes del tiempo, en España; Los ladrones del tiempo, en Argentina) (1981)
- The Crimson Permanent Assurance, cortometraje incluido en The Meaning of Life (El sentido de la vida) (1983)
- Brazil (Brasil) (1985). Una versión satírica de la distopía 1984, en donde un pobre hombrecillo se ve enfrentado a la omnipotencia de una burocracia gigantesca de corte orwelliano.
- Las aventuras del barón Munchausen (1989). Con un destacado elenco (Robin Williams, Uma Thurman, entre otros) da vida a una alocada fantasía ligeramente basada en las aventuras del barón del siglo XVIII, incluyendo algunos de sus tópicos malabarismos sobre la realidad y la ilusión.
- El rey pescador (Pescador de ilusiones) (1991). Un locutor de radio en medio de una crisis existencial descubre a un individuo medio desquiciado (interpretado por Robin Williams) que le enseña un nuevo sentido a su vida.
- Twelve Monkeys (Doce monos) (1995). Un viajero del tiempo (Bruce Willis) regresa a nuestra época para estudiar una terrible epidemia que barrerá a la humanidad —inspirado en el corto La Jetée (1962), de Chris Marker.
- Fear and Loathing in Las Vegas (Miedo y asco en Las Vegas, en España; Pánico y locura en Las Vegas, en Hispanoamérica) (1998). Johnny Depp interpreta al legendario periodista Hunter S. Thompson. La historia sigue el viaje de Thompson, con el seudónimo de Raoul Duke, y su abogado, Oscar Zeta Acosta, por Las Vegas, con la misión de escribir algunos reportajes sobre una competición de motocross y, al parecer más importante, perseguir lo que Thompson llama el sueño americano.
- The Brothers Grimm (Los hermanos Grimm) (2005)
- Tideland (2005)
- The Imaginarium of Doctor Parnassus (2009)
- The Zero Theorem (2013)
- El hombre que mató a Don Quijote (2018)

Tiene varios proyectos en distintas fases de desarrollo, incluida una adaptación de la novela escrita entre Neil Gaiman y Terry Pratchett, Good Omens (Buenos presagios: las buenas y acertadas profecías de Agnes la bruja).

### Lost in la Mancha
Los infructuosos esfuerzos de Gilliam para rodar la película The Man Who Killed Don Quixote (El hombre que mató a Don Quijote), basada en la obra de Miguel de Cervantes, son el tema del documental Lost in la Mancha (Perdido en La Mancha). Tras recuperar los derechos sobre el guion, Gilliam retomó el proyecto que llevó a su fin en 2017 con producción española. El filme se rodó durante la conmemoración del cuarto centenario de la muerte de Cervantes. El 4 de junio de 2017, Gilliam declaró por Twitter que había acabado el rodaje de The Man Who Killed Don Quixote. La película se presentó en el Festival de Cannes en 2018.

## Como actor
Tiene aparición en pequeños papeles. En su versión en castellano:
- Se armó la gorda (1971) - como Exhibicionista, Monja, Tío Sam, Mountie y Titular.
- Los caballeros de la mesa cuadrada (1975) - como Patsy, "el viejo de la escena 24", Sir Bors, dibujante, gorila y Caballero Verde.
- La bestia del reino (1977) - como Hombre con piedra.
- La vida de Brian (1979) - como Profeta, Carcelero, revolucionario, "la persona de delante", Frank, espectador y uno de los crucificados.
- El sentido de la vida (1983) - como limpiacristales (en el prólogo The Crimson Permanent Assurance), Mr. Brown, Pez, anunciador de "Mitad de película", Señora del Cielo, Howard y Walters.
- Espías como nosotros (1985) - como Dr. Imhaus.
- A liar's autobiography (2012) - como Jose, señor de la entrevista 1, Piloto, Aleister Crowley y Doctor.

## Premios y distinciones
Premios Óscar
| Año  | Categoría            | Película | Resultado |
| ---- | -------------------- | -------- | --------- |
| 1986 | Mejor guion original | Brazil   | Nominado  |

Festival Internacional de Cine de Venecia
| Año  | Categoría           | Película        | Resultado |
| ---- | ------------------- | --------------- | --------- |
| 1991 | León de Plata       | El rey pescador | Ganador   |
| 1991 | Pequeño León de Oro | El rey pescador | Ganador   |

Festival Internacional de Cine de San Sebastián
| Año  | Categoría       | Película | Resultado |
| ---- | --------------- | -------- | --------- |
| 2005 | Premio FIPRESCI | Tideland | Ganador   |

### Eponimia
El asteroide (9619) Terrygilliam fue nombrado así en su honor.